# Universitat de Lausana
La Universitat de Lausana (UNIL) (Université de Lausanne, en francès) està dividida en tres campus: Dorigny, Bugnon i Epalinges, tots ells situats a la regió de Lausanne (Suïssa). Fundada en 1537 com una escola de Teologia, va ser nomenada universitat a partir de 1890. Actualment està composta per set facultats: teologia, dret, lletres, ciències polítiques i socials, ciències econòmiques i empresarials, ciències de la terra i del medi ambient i biologia i medicina.
Compta amb uns 10.700 estudiants i 2.200 investigadors.
Juntament amb la EPFL, la part de la UNIL situada en Dorigny (on es troben la majoria de les seves infraestructures) forma un vast campus al costat del Llac Léman.